# Kunhuta Lokýtkovna
Kunhuta Lokýtkovna (polsky Kunegunda Łokietkówna, německy Kunigunde von Polen, 1295?– 9. dubna 1331/1333,? Wittenberg) byla kněžna svídnická, javorská a minsterberská, později vévodkyně sasko-wittenberská, pocházející z rodu Piastovců.

## Život
Byla nejstarší z dětí břestsko-kujavského a velkopolského knížete a pozdějšího polského krále Vladislava Lokýtka a jeho ženy Hedviky Kališské. Její bratr Kazimír III. Veliký byl posledním Piastovcem na polském trůnu a sestra Alžběta se stala uherskou královnou a matkou dalšího polského krále Ludvíka I.
Kolem roku 1310 se provdala za Bernarda Svídnického pocházejícího ze slezské větve Piastovců a porodila mu dva syny a tři dcery. Dva roky po Bernardově smrti se stala druhou manželkou sasko-wittenberského vévody Rudolfa. Z manželství se narodil jeden syn. Byla pohřbena ve františkánském klášteře ve Wittenbergu, který byl časem zrušen a během vykopávek v roce 1883 byly nalezené kosterní pozůstatky příslušníků askánské dynastie přesunuty do místního zámeckého kostela.